# Claude Jarman Jr.
Claude Jarman Jr. (Nashville, 27 settembre 1934 – Kentfield, 12 gennaio 2025) è stato un attore statunitense.

## Biografia

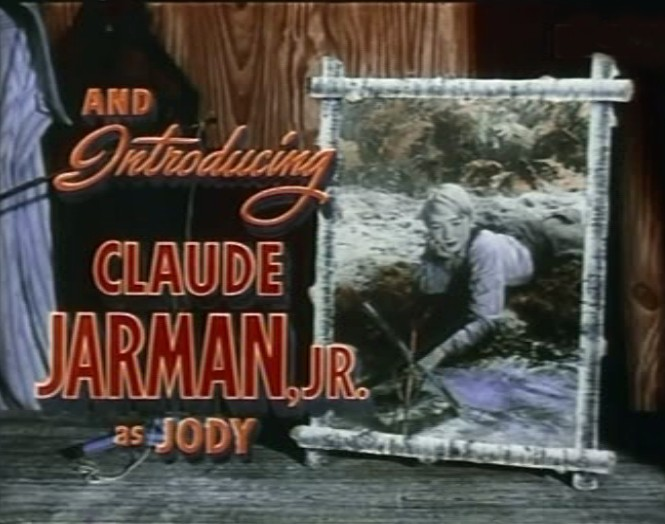
nel film Il cucciolo (1946)

Scoperto nel corso di una ricerca di talenti su scala nazionale, effettuata dagli studios della Metro-Goldwyn-Mayer, Jarman venne scritturato quale attore protagonista nel film Il cucciolo (1946), nel ruolo del figlio di Gregory Peck e Jane Wyman. La sua interpretazione ricevette calorosi apprezzamenti, tanto che al tredicenne attore fu assegnato un Oscar giovanile nel 1947, premio che fece di lui uno dei più giovani vincitori agli Academy Award. 
Lavorò successivamente in vari altri film nel corso della sua infanzia e della sua adolescenza, tra la seconda parte degli anni quaranta e poi per l'intero arco degli anni cinquanta, abbandonando progressivamente la carriera di attore per dedicarsi alla produzione.

## Vita privata
Jarman ebbe sette figli da tre differenti matrimoni: la prima moglie Virginia, con cui fu sposato dal 1959 al 1968, gli diede una figlia (Elizabeth) e due figli (Claude Jarman III e Murray); dopo il divorzio, Jarman ebbe altre due figlie (Natalie e Vanessa) dalla seconda moglie Mary Ann, con cui fu sposato dal 1968 al 1983; dalla terza e ultima moglie Katherine, sposata nel 1986, ebbe ancora due figlie (Charlotte e Sarah).

## Premi e riconoscimenti
- Oscar giovanile (1947)
- Young Hollywood Hall of Fame (1940's)

## Filmografia

### Cinema
- Il cucciolo (The Yearling), regia di Clarence Brown (1946)
- L'isola sulla montagna (High Barbaree), regia di Jack Conway (1947)
- Primavera di sole (The Sun Comes Up), regia di Richard Thorpe (1949)
- Donne di frontiera (Roughshod), regia di Mark Robson (1949)
- Nella polvere del profondo Sud (Intruder in the Dust) regia di Clarence Brown (1949)
- La carovana maledetta (The Outriders), regia di Roy Rowland (1950)
- Rio Bravo (Rio Grande), regia di John Ford (1950)
- Tutto per tutto (Inside Straight), regia di Gerald Mayer (1951)
- Il nodo del carnefice (Hangman's Knot), regia di Roy Huggins (1952)
- Il ribelle di Giava (Fair Wind to Java), regia di Joseph Kane (1953)
- Le 22 spie dell'Unione (The Great Locomotive Chase), regia di Francis D. Lyon (1956)

### Televisione
- Carovane verso il West (Wagon Train) – serie TV, episodio 2x37 (1959)
- The Best of the Post – serie TV, episodio 1x09 (1960)
- Colorado (Centennial) – miniserie TV, episodio 1x11 (1979)

## Doppiatori italiani
- Massimo Turci in Primavera di sole, 22 spie dell'Unione
- Gianfranco Bellini in Rio Bravo, Il ribelle di Giava
- Ferruccio Amendola in Tutto per tutto